# Dhofar 287
Dhofar 287 je měsíční meteorit nalezený 14. ledna 2001 v Ománu. Váží 154 g a je tmavě šedé barvy. Obsahuje tranquillityit. Spolu s meteoritem NEA 003 patří mezi jediné lunární meteority s úplnou konverzí plagioklasu na maskelynit.